# Валери Лазаров
Валери Лазаров Лазаров е български разузнавач, офицер, генерал-майор, професор д-р на техническите науки.

## Биография
Роден е на 11 март 1954 г. в Никопол. Завършва средно образование през 1972 г. в Гимназия „Алеко Константинов“ (Свищов). През 1976 г. завършва Висшето военно училище „Васил Левски“ във Велико Търново със специалност „Разузнавачи“. Със заповед № Р-021/ 12.08.1986 г. е назначен за разузнавач VI степен, а от 25 септември 1989 г. е разузнавач V степен. Изпращан е на мисии и зад граница. По-късно завършва Военната академия в София. Завършил е Генералщабна академия в Гърция и е първият български офицер завършил такава. Защитава дисертация по специалността „Военнополитически проблеми на сигурността“. На 6 юни 2002 г. е назначен за началник на Разузнавателното управление на Генералния щаб на Българската армия и удостоен с висше военно звание бригаден генерал. На 3 май 2004 г. е удостоен с висше военно звание генерал-майор. На 4 май 2005 г. е назначен за началник на Разузнавателно управление в Генералния щаб на Българската армия. На 25 април 2006 г. е освободен от длъжността началник на Разузнавателното управление в Генералния щаб на Българската армия, считано от 1 юни 2006 г. В периода 25 октомври 2012 г. – 2 април 2014 г. е член на Националния надзорен съвет на партията Гражданско обединение за реална демокрация. През 2013 г. е кандидат народен представител, подкрепен от коалиция „Горда България“. Почетен член е на Национален съюз „Безопасност и охрана“. Умира на 6 април 2020 г.

## Военни звания
- Лейтенант (1976)
- Генерал-майор (3 май 2004)

## Публикации
- Лазаров, В., Новите реалности и разузнаване с хора (теория, нетрадиционни мрежови структури, поуки от практиката), София 2012 г., издателство „Изток-Запад“ – монография 304 страници.
- Лазаров, В., Гюров, Р., Матрични решения за национална сигурност, София 2012 г., издателство „Изток-Запад“ – монография 320 страници.
- Лазаров, В., Разузнаване с хора (HUMINT), София 2009, издателство „Изток-Запад“-учебник 177 страници.
- Лазаров, В., Новата геостратегическа среда, София 2008 – монография 131 страници.
- Лазаров, В., сп. Международни отношения, година XXXVI 2007 г. „Политическа, военна и оперативна обстановка в държавите, в които основно са разположени български военни контингенти“ страници 73 – 86.
- Лазаров, В., годишник на ВА „Г.С. Раковски“ 2006, „Конфликтът Израел-Хизбула в сравнение с войната в Косово“, страници 302 – 307.
- Лазаров, В., годишник на ВА „Г.С. Раковски“ 2006, „Кюрдския фактор в Близкия Изток“, страници 308 – 310.
- Лазаров, В., годишник на Академия на МВР, 25/2009, „Спокойно ли е в страните, в които основно са разположени българските контингенти?”, страници 161 – 188.